# بل‌ترانس‌گاز
بل‌ترانس‌گاز (به انگلیسی: Beltransgaz) شرکت تولید و انتقال گاز طبیعی بلاروس است، که دفتر مرکزی آن در شهر مینسک قرار دارد.
شرکت بل‌ترانس‌گاز در سال ۱۹۹۲ با استفاده از دارایی‌های شرکت زاپادترانس‌گاز، که مسئولیت ترانزیت گاز از طریق کشور بلاروس را برعهده داشت، تأسیس شد. اکثریت سهام شرکت بل‌ترانس‌گاز در حال حاضر متعلق به شرکت روسی گازپروم می‌باشد.